# Saint-Sulpice, Nièvre
Saint-Sulpice là một xã của tỉnh Nièvre, thuộc vùng Bourgogne-Franche-Comté, miền trung nước Pháp.